# Вілкс-Барре
Вілкс-Барре (англ. Wilkes-Barre) — місто в США, в окрузі Лузерн на північі штату Пенсільванія. Населення — 44 328 осіб (2020). Засноване в 1769 році, він набув статусу міста в 1887-му.
Розташоване в долині Вайомінг. Річка Саськуеханна, що протікає через долину, визначає північно-західний кордон міста.

## Історія
.

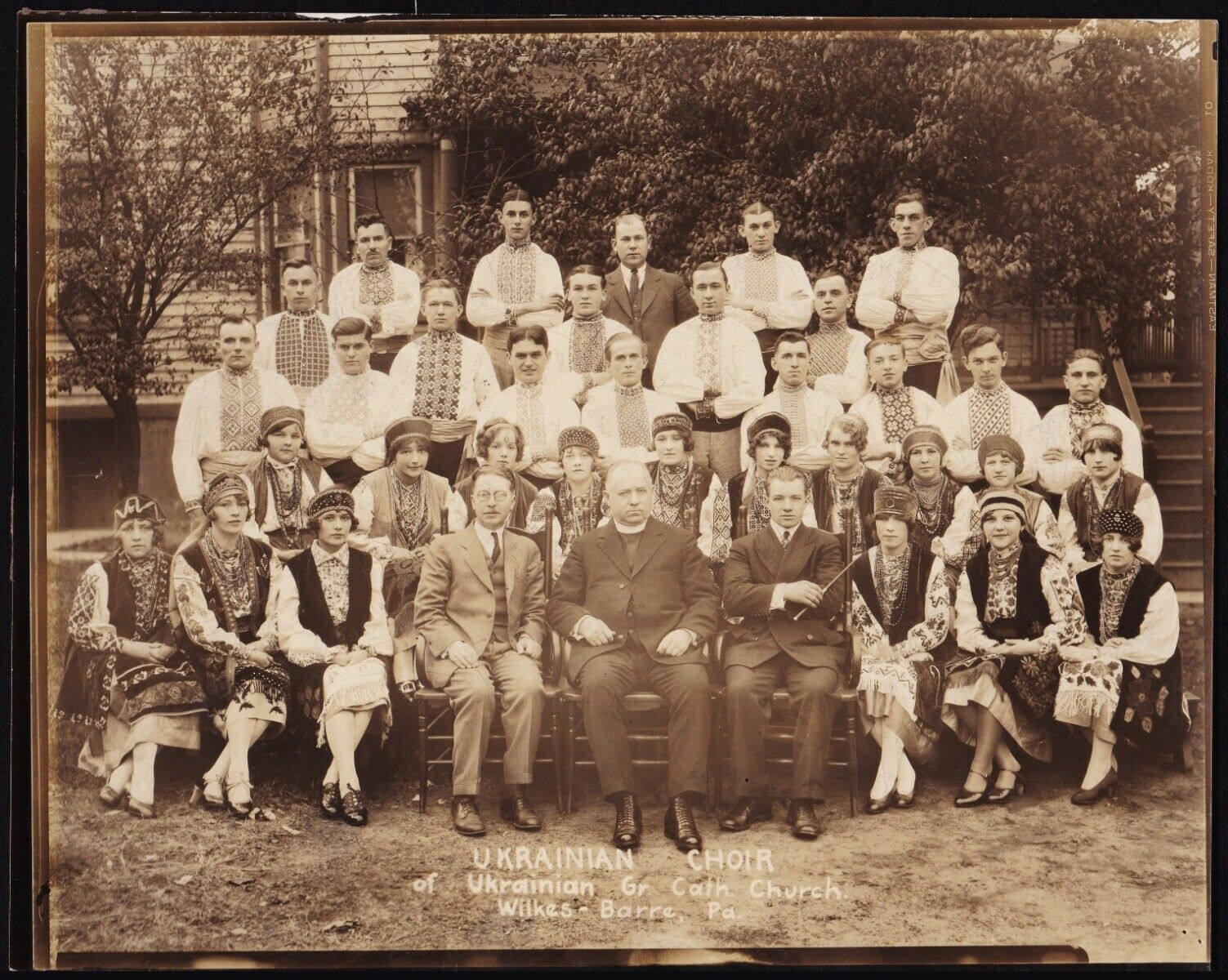
Український церковний хор Греко-Католицької церкви у Вілкс-Барре, Пенсільванія. 1920-ті роки

Долина Вайомінг був обжита індіанцями шауні і делаварами на початку 1700-х. У 1769 році перші європейці під керівництвом Джона Деркі з'явилися тут. Назва міста Вілкс-Барре походить від імен двох британських парламентаріїв Джона Вілкса і Айзека Барре. Українці почали прибувати до району Вілкс-Барре наприкінці 1880-х років. 19 червня 1909 р. преподобний Ілля Кузів і церковний комітет уклали та підписали угоду з А.М. Гільдебранда з Вілкс-Барре, щоб побудувати парафіяльну церкву вартістю 6900 доларів. Преподобний отець Кундеревич нині служить священиком у церкві.

### Повені
Місто серйозно постраждало від тропічного урагану Агнес в 1972 році. Циклон підняв рівень води в річці Саськуеханна приблизно на 41 фут. Було зруйновано 25 тисяч будинків і підприємств, незважаючи на те, що жодна людина не загинула. Збиток оцінювався в 1 млрд доларів США. Президент Річард Ніксон направив урядову допомогу в район лиха.

## Географія
Вілкс-Барре розташований за координатами 41°14′48″ пн. ш. 75°52′32″ зх. д. / 41.24667° пн. ш. 75.87556° зх. д. (41.246561, -75.875689).  За даними Бюро перепису населення США в 2010 році місто мало площу 18,93 км², з яких 18,08 км² — суходіл та 0,85 км² — водойми.

## Демографія
Згідно з переписом 2010 року, у місті мешкало 41 498 осіб у 16 874 домогосподарствах у складі 9108 родин. Густота населення становила 2192 особи/км².  Було 19595 помешкань (1035/км²).
Расовий склад населення:
| - 79,2 % — білих - 10,9 % — чорних або афроамериканців - 1,4 % — азіатів - 0,3 % — корінних американців - 5,2 % — осіб інших рас |

До двох чи більше рас належало 2,9 %. Частка іспаномовних становила 11,3 % від усіх жителів.
За віковим діапазоном населення розподілялося таким чином: 20,3 % — особи молодші 18 років, 63,5 % — особи у віці 18—64 років, 16,2 % — особи у віці 65 років та старші. Медіана віку мешканця становила 36,5 року. На 100 осіб жіночої статі у місті припадало 95,6 чоловіків;  на 100 жінок у віці від 18 років та старших — 93,1 чоловіків також старших 18 років.
Середній дохід на одне домашнє господарство  становив 42 022 долари США (медіана — 30 945), а середній дохід на одну сім'ю — 51 995 доларів (медіана — 42 970). Медіана доходів становила 37 361 долар для чоловіків та 32 455 доларів для жінок. За межею бідності перебувало 28,9 % осіб, у тому числі 45,9 % дітей у віці до 18 років та 13,7 % осіб у віці 65 років та старших.
Цивільне працевлаштоване населення становило 16 564 особи. Основні галузі зайнятості: освіта, охорона здоров'я та соціальна допомога — 22,3 %, роздрібна торгівля — 16,1 %, мистецтво, розваги та відпочинок — 13,2 %, виробництво — 11,5 %.

## Промисловість
Різке зростання чисельності населення міста сталося в 1800-х, коли тут виявили величезні поклади антрациту. Вілкс-Барре було дано прізвисько Діамантове місто (The Diamond City). Сотні тисяч іммігрантів стікалися сюди в пошуках робочих місць.
У XX столітті, у зв'язку з переходом на інші джерела енергії, промисловість міста стала слабшати. Більшість вугільних шахт було закрито в кінці Другої світової війни.

## Історія
Долина Вайомінг був обжита індіанцями шауні і делаварами на початку 1700-х. У 1769 році перші європейці під керівництвом Джона Деркі з'явилися тут. Назва міста Вілкс-Барре походить від імен двох британських парламентаріїв Джона Вілкса і Айзека Барре.

## Персоналії
- Гарлі Джейн Козак

американська акторка і письменниця
- Майкл Вейлен (1902—1974) — американський актор
- Джозеф Манкевич (1909—1993) — американський кінорежисер, сценарист, продюсер
- Едвард Льюїс (1918—2004) — американський генетик.